# Флодин, Луиса
Луиса Флодин (швед. Charlotta Lovisa «Louise» Christina Flodin, 17 сентября 1828 — 20 марта 1923) — шведская журналистка, типограф, издатель и феминистка.

## Биография
Ловиса Сёдерквист родилась в Эребру в 1828 г., где её мать управляла школой. Вначале она сама работала преподавательницей в той же школе, затем в 1856 г. устроилась ученицей в типографию, что в то время было довольно нетипичным для женщины. В 1858 г. она в Арбуге приобрела печатный станок и начала издавать собственную газету Arboga Tidning — 1 номер в неделю.
Вначале Луиса была владельцем и единственной сотрудницей своей газеты, сама выполняла всю работу. В дальнейшем она начала нанимать сотрудниц — исключительно женщин, поскольку хотела научить их работать типографами и журналистками и сделать эти профессии более доступными для женщин. Она управляла всеми этапами создания газеты от написания статей до печати на бумаге, лично обучала сотрудниц. Луиса была не первой женщиной-редактором в Швеции — женщины основали газеты и руководили ими и за сто лет до неё, но она стала первой шведкой, официально получившей лицензию на выпуск газет, и потому считалась пионером в этой области.
В газете Arboga Tidning поднимались злободневные вопросы города, велась общественная дискуссия, одна из которых по поводу городских часов закончилась конфликтом с консервативными кругами Арбуги. Поэтому в 1862 г. Ловиса продала газету и переехала из Арбуги в Стокгольм. Там она основала газету Iris и выпускала её в 1862—1864 гг., а в 1862—1874 гг. была издателем и управляющим типографией, в которой также обучались и работали только женщины. Она вышла замуж за издателя Сигфрида Флодина в 1865 г. Их дом в 1860—1870-х гг. был местом встречи интеллектуалов Стокгольма.
В 1875 г. болезнь глаз вынудила Луису продать типографию и заняться делами мужа.
Когда в 1885 г. женщин начали официально принимать в Publicistklubben («Шведская ассоциация публицистов»), Луиса стала одной из первых.
Луиса Флодин умерла в 1923 г. в Стокгольме.